# Bahnhof Berlin Brandenburger Tor
Der Bahnhof Brandenburger Tor ist eine Umsteigestation zwischen S-Bahn und U-Bahn im Berliner Bezirk Mitte nahe dem Brandenburger Tor. Sie besteht aus einem 1936 eröffneten Haltepunkt der Nord-Süd-S-Bahn (von 1936 bis 2009: Unter den Linden) und dem 2009 eröffneten U-Bahnhof Brandenburger Tor der U-Bahn-Linie U5.

## S-Bahnhof

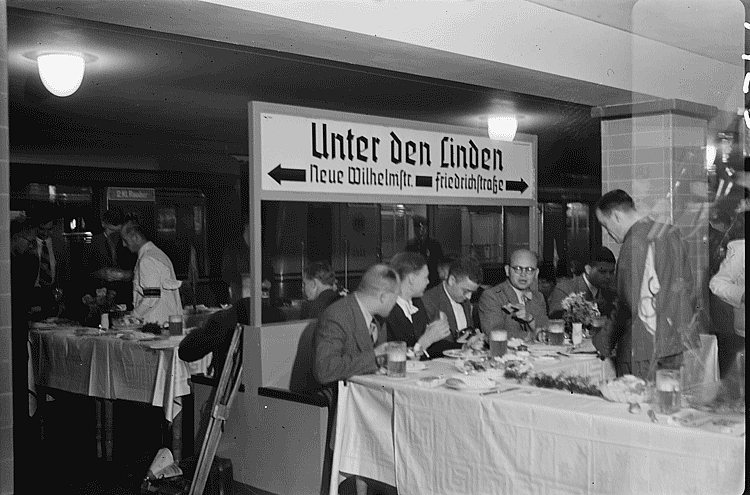
Eröffnungsfrühstück auf dem S-Bahnsteig

Der S-Bahnhof wurde am 27. Juli 1936 als vorläufige Endstation des Nord-Süd-Tunnels als Station Unter den Linden eröffnet, die Aufnahme des Planverkehrs folgte am darauffolgenden Tag, die Fortführung des Betriebes in Richtung Potsdamer Platz drei Jahre später. Grund war auch, dass am 20. August 1935 die Baugrube auf 50 Meter Länge einstürzte und 19 Arbeiter ums Leben kamen.
Die Station, betrieblich ein Haltepunkt, befindet sich in anderthalbfacher Tieflage unter der südlichen Fahrbahn des Boulevards Unter den Linden und verfügt über einen Mittelbahnsteig. Die Fliesen sind als Anlehnung an den Straßennamen Unter den Linden lindgrün gehalten. Der Raum unter der nördlichen Fahrbahn wurde schon bei der Projektierung für eine städtische Schnellbahnstrecke freigehalten. Über der Bahnsteighalle liegt an beiden Enden je ein Fußgängertunnel mit Eingängen auf den Gehwegen der Nord- und Südseite. Wegen der Funktion als zeitweiliger Streckenendpunkt wurde auf der Westseite des Bahnsteigs eine Weichenverbindung zwischen den Streckengleisen eingerichtet. Das Streckengleis Anhalter Bahnhof–Gesundbrunnen diente als provisorisches Kehrgleis. Für die Sicherung errichtete man das elektromechanische Stellwerk Ulu. Die Weichenverbindung wurde bei der Inbetriebnahme der Gesamtstrecke wieder entfernt. Als Notkehre wurde sie nach dem Wiederaufbau später wieder eingerichtet, jedoch in umgekehrter Richtung.
Aufgrund von Kriegseinwirkungen wurde der Verkehr am 21. April 1945 eingestellt. Eine Wiederaufnahme des Betriebes konnte allerdings erst am 2. Dezember 1947 erfolgen, da wenige Tage nach der Einstellung die Tunneldecke unterhalb des Landwehrkanals gesprengt und der Tunnel geflutet wurde – das Wasser floss teilweise auch in das Berliner U-Bahn-Netz. Bereits zwei Jahre nach der Wiedereröffnung erfolgte allerdings eine erneute Schließung, diesmal zu Sanierungszwecken, um die letzten Flutschäden von 1945 zu beseitigen.
Mit dem Neubau der Botschaft der UdSSR wurde auf deren Forderung der südöstliche Eingang, der unmittelbar vor dem Gebäude liegt, geschlossen.
Zwischen dem 13. August 1961 und dem 1. September 1990 hielten keine Züge am Bahnsteig, da dieser wie der gesamte Nord-Süd-S-Bahn-Tunnel dem westlichen Teilnetz zugeordnet war. Im Gegensatz zu den anderen Haltepunkten der Nord-Süd-S-Bahn wurden die Zugänge verfüllt, mit Gehwegplatten abgedeckt und damit nahezu spurlos beseitigt. Der nordwestliche Zugang wurde begehbar gehalten und mit einem Aluminium-Postenhaus getarnt. Für die Wiederinbetriebnahme der Zugangsstelle wurden die Eingänge auf der Nordseite bis zum 1. September 1990 freigelegt, der südwestliche Zugang vier Wochen später. Der Eingang vor der nunmehr Russischen Botschaft blieb bis 1998 geschlossen.

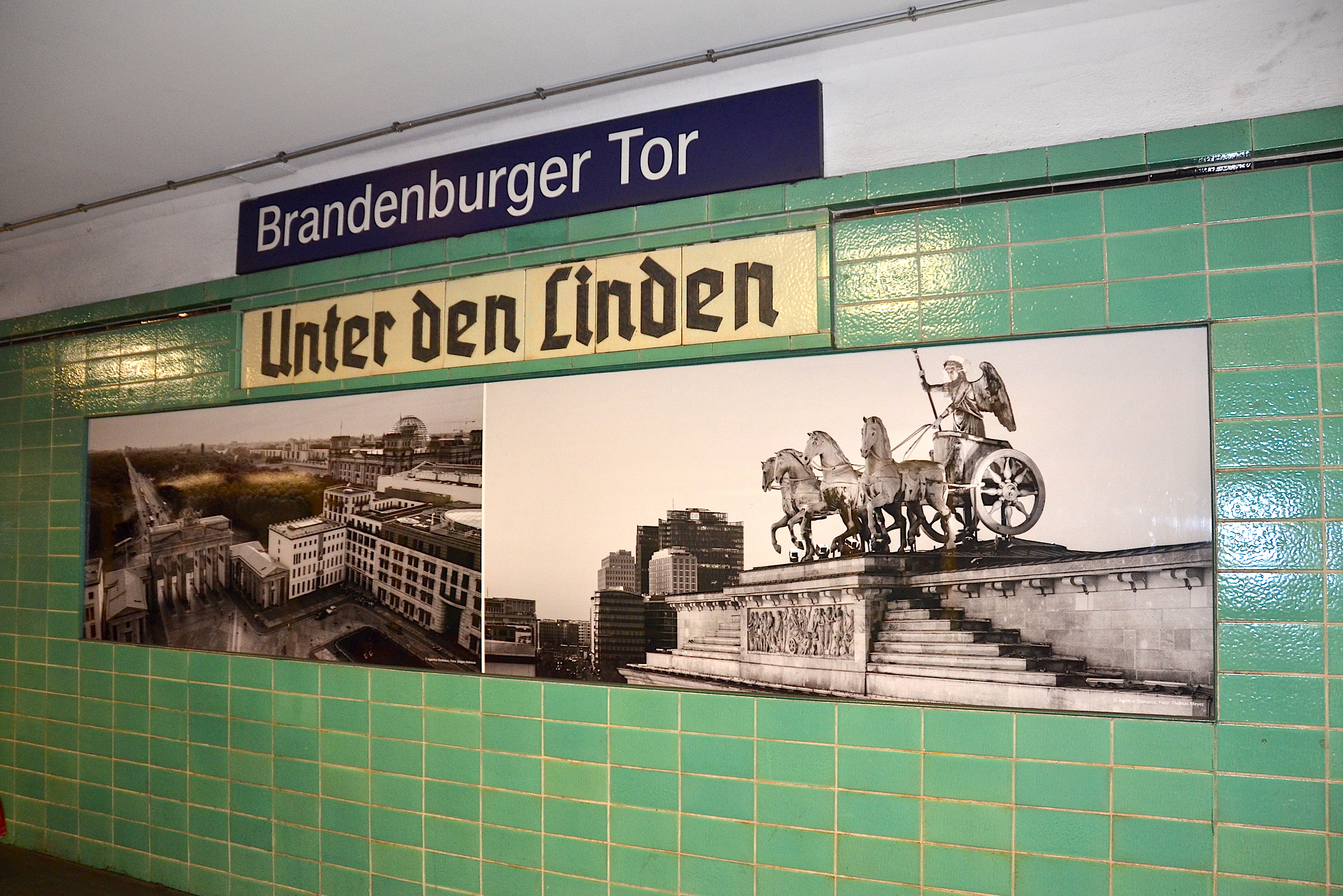
Neuer und alter Name des S-Bahnhofs mit historischen Bildern, 2019

Der Bahnhof führt seit der Eröffnung der seinerzeitigen U-Bahn-Linie U55 am 8. August 2009 wie der benachbarte U-Bahnhof den Namen Brandenburger Tor, da die Weiterführung der U-Bahn-Linie bereits an anderer Stelle einen neuen Bahnhof Unter den Linden vorsah und so Verwechslungen vermieden werden sollten. Anfangs war der alte Name aus Denkmalschutzgründen noch an den Wänden und den Bahnsteiggebäuden zu lesen; Mitte Dezember 2009 wurde er an den Tunnelwänden mit Schildern mit dem neuen Namen abgedeckt.
Seit August 2016 erfolgt die Zugabfertigung durch den Triebfahrzeugführer mittels Führerraum-Monitor (ZAT-FM).

## U-Bahnhof
Der U-Bahnhof der seinerzeitigen Linie U55 sollte ursprünglich bereits zur Fußball-Weltmeisterschaft 2006 eröffnet werden. Probleme mit dem Grundwasser verzögerten den Bau jedoch mehrmals, sodass die Eröffnung erst am 8. August 2009 erfolgen konnte. Am 4. Dezember 2020 wurde der letzte Teilabschnitt der Linie eröffnet und mit der bereits bestehenden Linie U5 vereint, sodass zwischen dem Hauptbahnhof und Hönow am östlichen Stadtrand nunmehr eine durchgehende U-Bahn-Verbindung entstand.

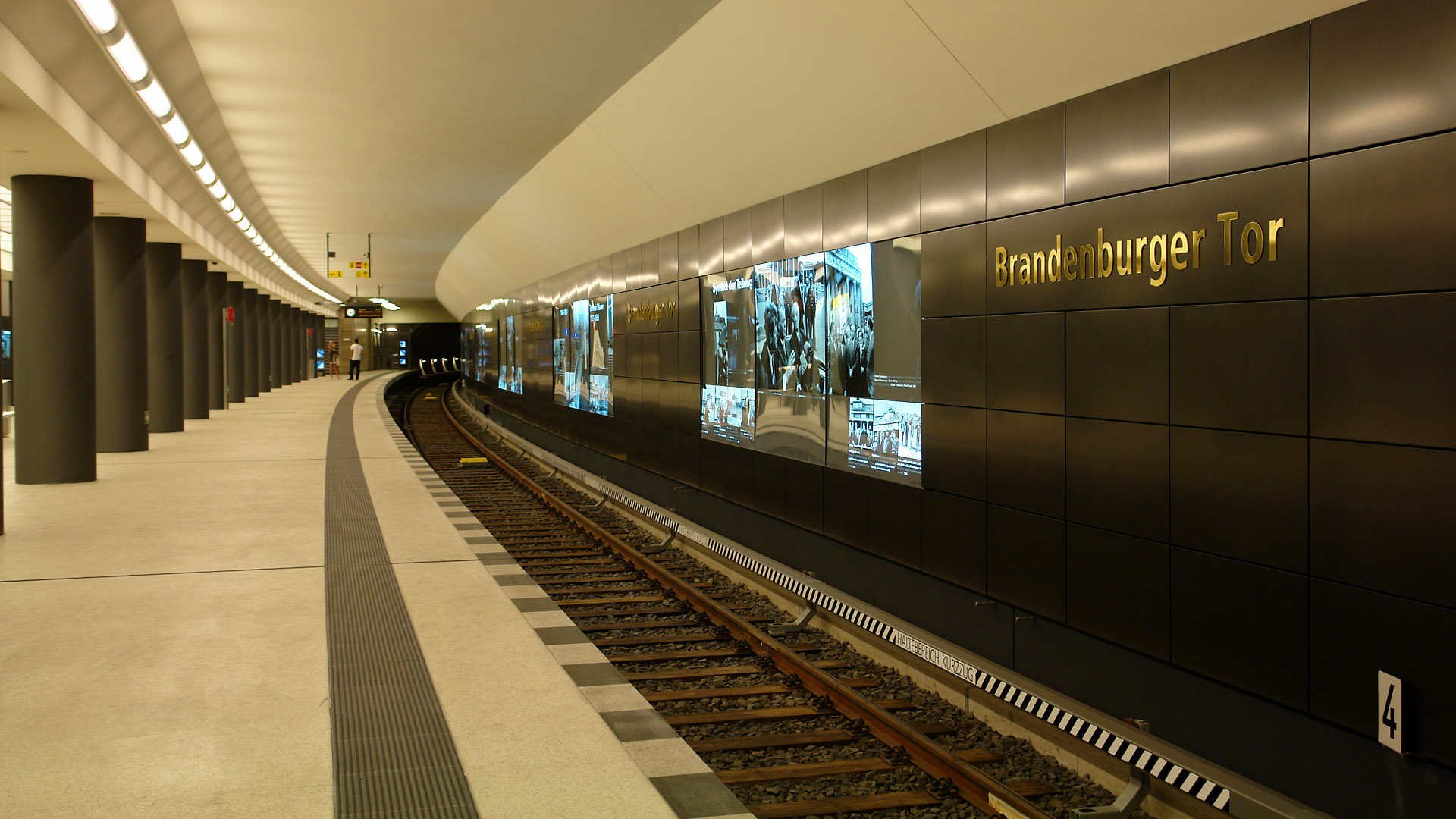
U-Bahnsteig Brandenburger Tor

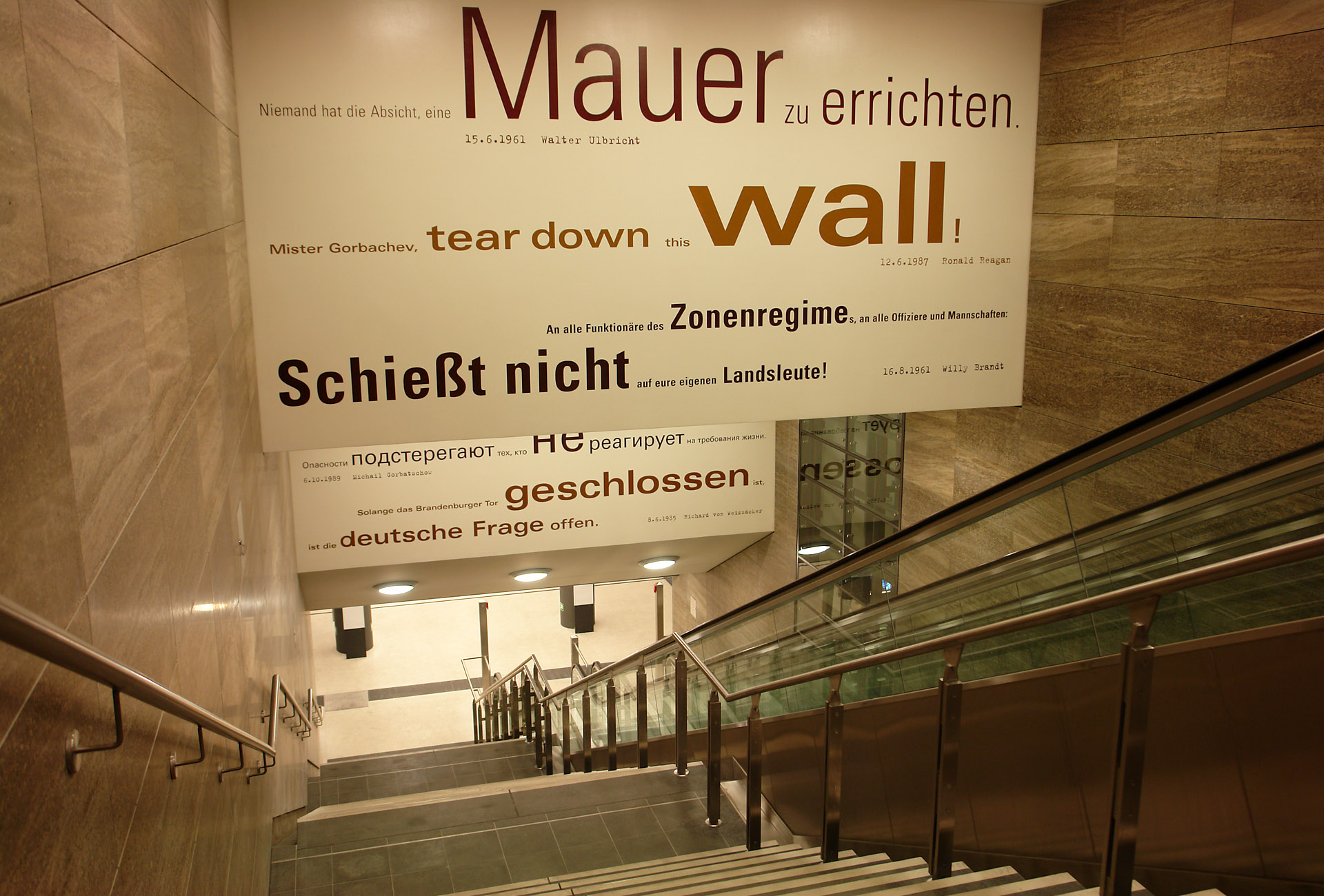
Unter anderem erinnern historische Zitate über den Zugangstreppen des U-Bahnhofs an die Teilung Berlins

Lange Zeit war die Gestaltung des Bahnhofs aufgrund der angespannten Finanzlage des Landes Berlin unklar. Letztlich wurde der Bahnhof mit in das Gedenkstättenkonzept der Hauptstadt aufgenommen: Im und am Bahnhof wird an die Teilung Berlins erinnert, ein Informationszentrum und verschiedene große Karten informieren die Fahrgäste. Den Bahnhof selbst hat das Büro Oestreich/Hentschel anthrazitfarben gestaltet und mit besonders leuchtkräftigen Deckenlichtern erhellt. Der Bahnsteig mit einer doppelten Stützenreihe ist 110 Meter lang und am westlichen Ende mit einem Aufzug ausgestattet.
Schon wenige Monate nach Fertigstellung des U-Bahnhofs drang an mehreren Stellen Feuchtigkeit in das Bauwerk ein, wodurch Schäden beseitigt werden mussten. Für den Lückenschluss zwischen Alexanderplatz und Brandenburger Tor war der U-Bahnhof 2018 für sechs Monate außer Betrieb.
Eine direkte Übergangsmöglichkeit zwischen S- und U-Bahnsteig (ohne Umweg über die Straße) besteht nur auf der westlichen Seite.

## Anbindung
Der Bahnhof wird von den Linien S1, S2, S25 und S26 der S-Bahn und der Linie U5 der U-Bahn bedient. Es bestehen Umsteigemöglichkeiten zu den Omnibuslinien 100 und N5 der BVG.
| Linie | Verlauf |
| ----- | --- |
|       | Oranienburg – Lehnitz – Borgsdorf – Birkenwerder – Hohen Neuendorf – Frohnau – Hermsdorf – Waidmannslust – Wittenau (Wilhelmsruher Damm) – Wilhelmsruh – Schönholz – Wollankstraße – Bornholmer Straße – Gesundbrunnen – Humboldthain – Nordbahnhof – Oranienburger Straße – Friedrichstraße – Brandenburger Tor – Potsdamer Platz – Anhalter Bahnhof – Yorckstraße (Großgörschenstraße) – Julius-Leber-Brücke – Schöneberg – Friedenau – Feuerbachstraße – Rathaus Steglitz – Botanischer Garten – Lichterfelde West – Sundgauer Straße – Zehlendorf – Mexikoplatz – Schlachtensee – Nikolassee – Wannsee |
|       | Bernau – Bernau-Friedenstal – Zepernick – Röntgental – Buch – Karow – Blankenburg – Pankow-Heinersdorf – Pankow – Bornholmer Straße – Gesundbrunnen – Humboldthain – Nordbahnhof – Oranienburger Straße – Friedrichstraße – Brandenburger Tor – Potsdamer Platz – Anhalter Bahnhof – Yorckstraße – Südkreuz – Priesterweg – Attilastraße – Marienfelde – Buckower Chaussee – Schichauweg – Lichtenrade – Mahlow – Blankenfelde |
|       | Hennigsdorf – Heiligensee – Schulzendorf – Tegel – Eichborndamm – Karl-Bonhoeffer-Nervenklinik – Alt-Reinickendorf – Schönholz – Wollankstraße – Bornholmer Straße – Gesundbrunnen – Humboldthain – Nordbahnhof – Oranienburger Straße – Friedrichstraße – Brandenburger Tor – Potsdamer Platz – Anhalter Bahnhof – Yorckstraße – Südkreuz – Priesterweg – Südende – Lankwitz – Lichterfelde Ost – Osdorfer Straße – Lichterfelde Süd – Teltow Stadt |
|       | Blankenburg – Pankow-Heinersdorf – Pankow – Bornholmer Straße – Gesundbrunnen – Humboldthain – Nordbahnhof – Oranienburger Straße – Friedrichstraße – Brandenburger Tor – Potsdamer Platz – Anhalter Bahnhof – Yorckstraße – Südkreuz – Priesterweg – Südende – Lankwitz – Lichterfelde Ost – Osdorfer Straße – Lichterfelde Süd – Teltow Stadt |
|       | Hauptbahnhof – Bundestag – Brandenburger Tor – Unter den Linden – Museumsinsel – Rotes Rathaus – Alexanderplatz – Schillingstraße – Strausberger Platz – Weberwiese – Frankfurter Tor – Samariterstraße – Frankfurter Allee – Magdalenenstraße – Lichtenberg – Friedrichsfelde – Tierpark – Biesdorf-Süd – Elsterwerdaer Platz – Wuhletal – Kaulsdorf-Nord – Kienberg (Gärten der Welt) – Cottbusser Platz – Hellersdorf – Louis-Lewin-Straße – Hönow |